# Parlamentsgesetz (Schweiz)
Das Bundesgesetz über die Bundesversammlung (kurz Parlamentsgesetz, ParlG; SR 171.10) vom 13. Dezember 2002 regelt als schweizerisches Bundesgesetz:
- die Rechte und Pflichten der Nationalräte und Ständeräte,
- die Aufgaben der Bundesversammlung,
- die Organisation der Bundesversammlung,
- das Verfahren in der Bundesversammlung,
- die Beziehung zwischen Bundesversammlung und Bundesrat
- die Beziehung zwischen Bundesversammlung und den eidgenössischen Gerichten.

## Geschichte
Das Parlamentsgesetz trat am 1. Dezember 2003 in Kraft und ersetzte das Geschäftsverkehrsgesetz (GVG) von 1962. Mit dieser Totalrevision wurden gemäss Bericht der Staatspolitischen Kommission des Nationalrats zwei Ziele verfolgt: In der Bundesverfassung von 1999 wurden Präzisierungen der Aufgaben der Bundesversammlung und der Kompetenzen von Bundesversammlung und Bundesrat vorgenommen. Diese neuen Verfassungsbestimmungen sollten auf Gesetzesebene umgesetzt werden. Das Geschäftsverkehrsgesetz war veraltet und aufgrund zahlreicher Teilrevisionen unübersichtlich geworden. Das neue Gesetz sollte eine klare Systematik mit einer verständlichen Sprache schaffen und Ungereimtheiten des bisherigen Gesetzes beseitigen.

## Zugehörige Verordnungen und Reglemente
Gestützt auf das Parlamentsgesetz wurden in der Folge folgende Verordnungen und Reglemente erlassen:
- Verordnung der Bundesversammlung vom 3. Oktober 2003 über die Redaktionskommission (SR 171.105)
- Verordnung der Bundesversammlung vom 3. Oktober 2003 zum Parlamentsgesetz und über die Parlamentsverwaltung (Parlamentsverwaltungsverordnung, ParlVV; SR 171.115)
- Verordnung der Bundesversammlung vom 3. Oktober 2003 über ihre Delegationen in internationalen parlamentarischen Versammlungen und zur Pflege der Beziehungen mit Parlamenten anderer Staaten (Verordnung über parlamentarische Delegationen, VpDel; SR 171.117)
- Geschäftsreglement des Nationalrates vom 3. Oktober 2003 (GRN; SR 171.13)
- Geschäftsreglement des Ständerates vom 20. Juni 2003 (GRS; 171.14)